# Kanton Dieppe-Ouest
Kanton Dieppe-Ouest is een voormalig kanton van het Franse departement Seine-Maritime. Het kanton maakte deel uit van het arrondissement Dieppe. Het werd opgeheven bij decreet van 27 februari 2014 met uitwerking in maart 2015.

## Gemeenten
Het kanton Dieppe-Ouest omvatte enkel een deel van de gemeente Dieppe.